# Władysław Żymirski
Władysław Żymirski herbu Jastrzębiec (ur. 22 czerwca 1897 w Krakowie, zm. 11 stycznia 1919 w Srokach) – podchorąży Legionów Polskich i piechoty Wojska Polskiego.

## Życiorys
Urodził się 22 czerwca 1897 w Krakowie. Był prawnukiem gen. Franciszka Żymirskiego. Miał brata.
Od 1907 kształcił się w C. K. Gimnazjum im. Franciszka Józefa we Lwowie. Po zdaniu egzaminu dojrzałości podjął studia na Wydziale Prawa Uniwersytetu Lwowskiego.
Po wybuchu I wojny światowej jako uczeń VII klasy tegoż gimnazjum jesienią 1914 wstąpił do II Brygady Legionów Polskich. Najpierw służył jako szeregowiec w 1 kompanii III batalionu 2 pułku piechoty. Wraz z II Brygadą odbył szlak bojowy i walki w Karpatach i na Wołyniu. Przed 1917 przydzielony w ramach 2 pułku do oddziału telefonicznego. Ukończył szkołę oficerską. 8 grudnia 1917 zdał wojenny egzamin dojrzałości w macierzystym III Gimnazjum we Lwowie.
U kresu wojny brał udział w obronie Lwowa podczas wojny polsko-ukraińskiej. Walczył na odcinku VI. Pełnił funkcję adiutanta ppor. Wilhelma Starcka. Służył w stopniu podchorążego 2 pułku Strzelców Lwowskich (późniejszy 39 pułk piechoty Strzelców Lwowskich). Podczas odwrotu pod Srokami wynosił na barkach rannego, 12-letniego towarzysza broni i wtedy został śmiertelnie trafiony, wskutek czego zmarł tamże 11 stycznia 1919. Został pochowany na Cmentarzu Obrońców Lwowa (kwatera XIV, miejsce 1008; według innego źródła kwatera XVI, miejsce 1391)
Uchwałą Rady Miasta Lwowa z listopada 1938 jednej z ulic we Lwowie nadano imię Władysława Żymirskiego.

## Odznaczenia
- Krzyż Niepodległości – pośmiertnie (9 listopada 1931, za pracę w dziele odzyskania niepodległości)[14]
- Krzyż „Za wierną służbę” II Brygady[8]
- austriacki mały srebrny Medal Waleczności[8]